# Eugen Spiridonov
Eugen Spiridonov (auch nach wiss. Transliteration aus dem Russischen Evgenij Spiridonov; * 2. April 1982 in Tscheljabinsk, Sowjetunion) ist ein deutscher Kunstturner russischer Herkunft.
Eugen Spiridonov nahm 2001 erstmals bei einem großen Wettkampf im Seniorenbereich, den Russischen Meisterschaften teil, und belegte dort Rang neun im Mehrkampf. Seit 2002 startete er für Deutschland. Im selben Jahr erreichte er bei den Deutschen Meisterschaften Rang 14 im Mehrkampf. 2003 wurde er schon Achter und Sechster am Pauschenpferd. 2004 gewann er seine ersten Medaillen. Sowohl im Mehrkampf als auch am Barren und beim Sprung gewann Spiridonov die Bronzemedaille. 2005 gewann er alle diese Medaillen nochmals sowie Silber am Pauschenpferd. In dem Jahr startete er auch erstmals bei der Weltmeisterschaft und belegte in Melbourne Platz zehn im Mehrkampf. Auch bei den Europameisterschaften debütierte er 2005 und erreichte im Mehrkampf von Debrecen Rang neun. Bei den Weltmeisterschaften in Århus im Jahr darauf belegte Spiridonov Platz sieben mit der Mannschaft, bei den Europameisterschaften in Volos konnte er am Pauschenpferd die Silbermedaille gewinnen. Ebenfalls Silber gewann er bei den Deutschen Meisterschaften des Jahres im Mehrkampf und am Pauschenpferd. 2007 konnte er bei den Weltmeisterschaften von Stuttgart mit der deutschen Staffel um Fabian Hambüchen die Bronzemedaille gewinnen und damit die Olympiaqualifikation für das deutsche Team schaffen. Im selben Jahr konnte er als Sieger am Boden auch seinen ersten Deutschen Meistertitel feiern. 2008 wurde er erneut Dritter im Mehrkampf. Bei den Olympischen Spielen in Peking belegte er mit der Mannschaft den vierten Platz.
Der Athlet vom TV Bous ist derzeit Sportsoldat bei der Sportfördergruppe der Bundeswehr Mainz. Er lebt in Saarbrücken, wird von Viktor Schweizer trainiert und turnt in der Bundesliga bei der TG Saar.